# Neuer jüdischer Friedhof (Hodonín)

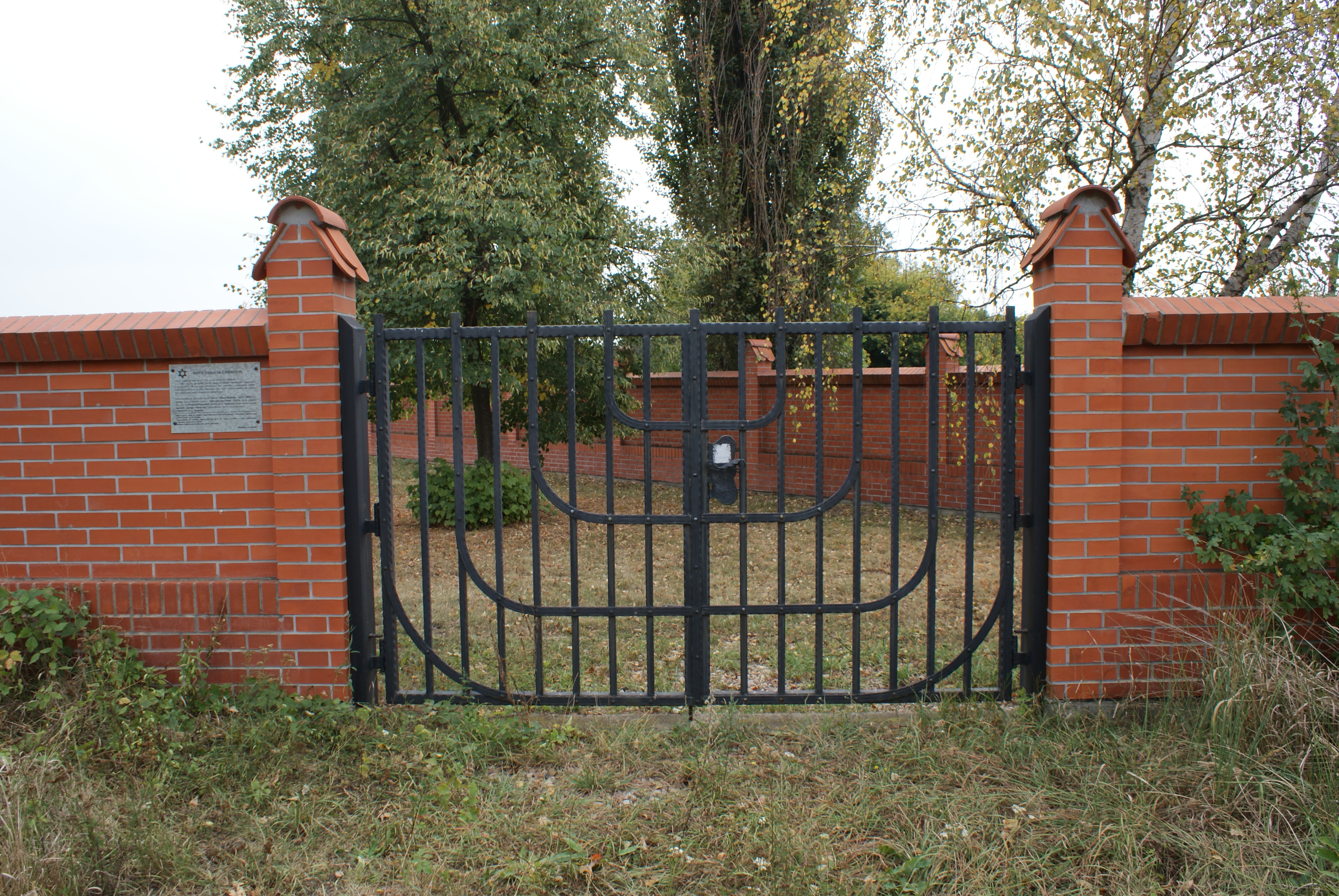
Eingang zum neuen jüdischen Friedhof in Hodonín

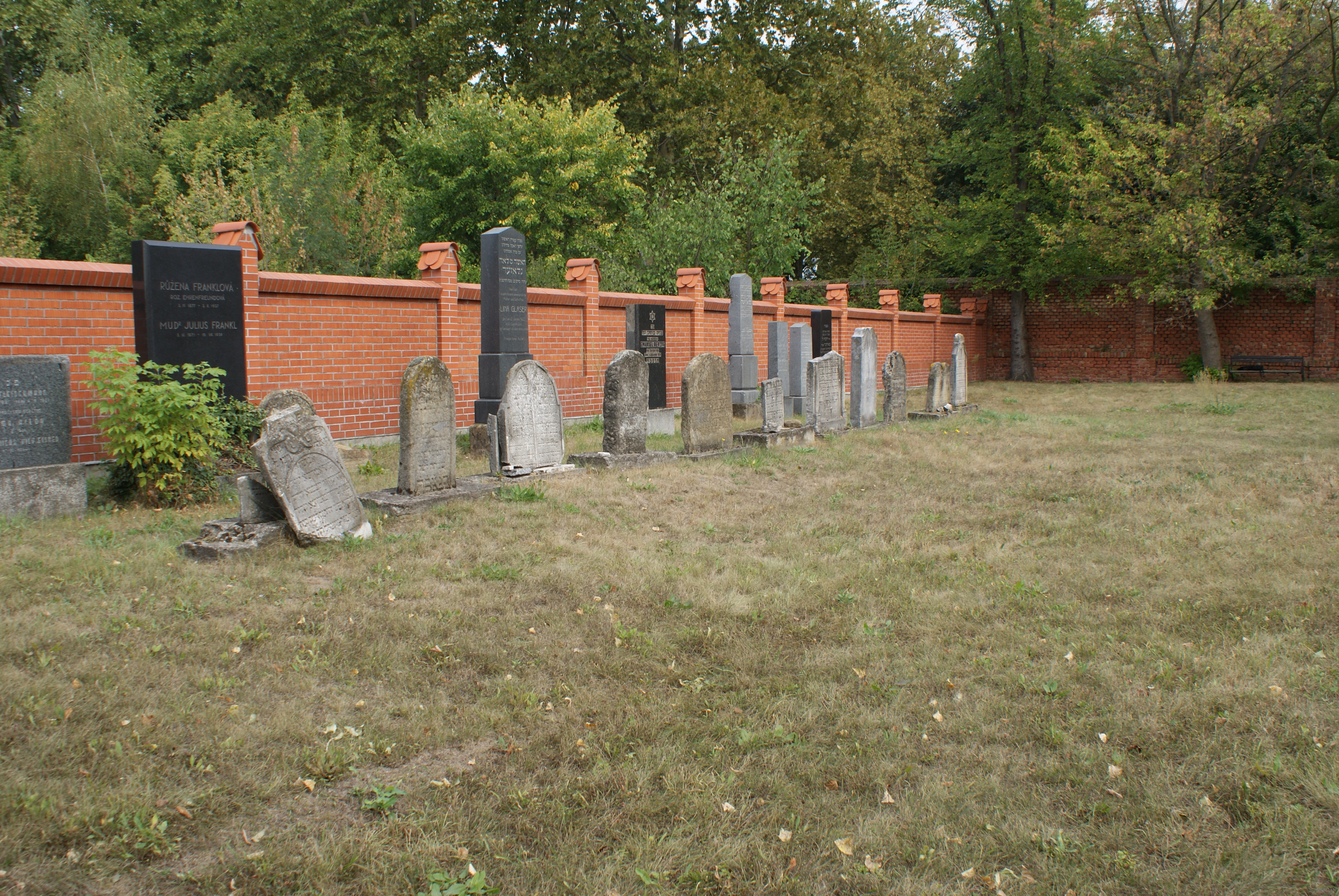
Ansicht

Der Neue jüdische Friedhof in Hodonín (deutsch Göding), einer Stadt im Okres Hodonín der Südmährischen Region in Tschechien, wurde um 1920 angelegt. Auf dem 1400 Quadratmeter großen jüdischen Friedhof befinden sich nur wenige Grabsteine (Mazevot).